# Ercole Rangoni
Ercole Rangoni, även Rangone, född 1491 i Bologna, död 25 augusti 1527 i Rom, var en italiensk kardinal och biskop. 

## Biografi
Ercole Rangoni var son till greve Niccolò Rangone och Bianca Bentivoglio. I Rom fick han tjänst hos kardinal Giovanni de' Medici, sedermera påve Leo X.
I juli 1517 upphöjde påve Leo X Rangoni till kardinaldiakon med Sant'Agata in Suburra som titeldiakonia. Han deltog i konklaven 1521–1522, vilken valde Hadrianus VI till ny påve, och i konklaven 1523, vilken valde Clemens VII.
År 1519 utnämndes Rangoni till biskop av Adria och ett år senare, 1520, till biskop av Modena. Under Roms skövling i maj 1527 stängdes han in i Castel Sant'Angelo tillsammans med Clemens VII.
Kardinal Rangoni avled i Rom år 1527 och är begravd i sin titeldiakonia Sant'Agata in Suburra.

## Bilder

Kardinal Ercole Rangonis titeldiakonia
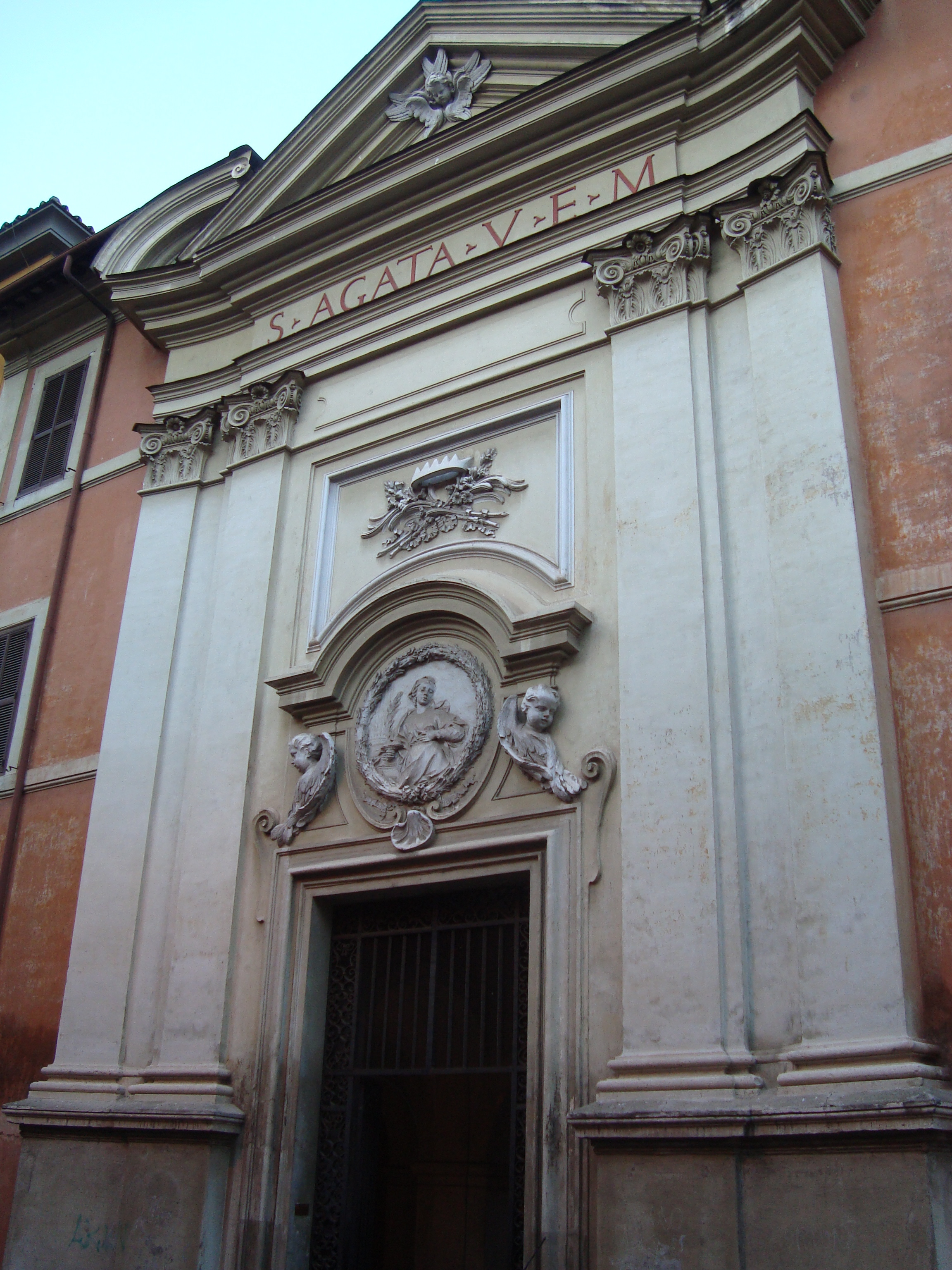
Sant'Agata in Suburra, senare benämnd Sant'Agata dei Goti.